# 约翰尼·维斯穆勒

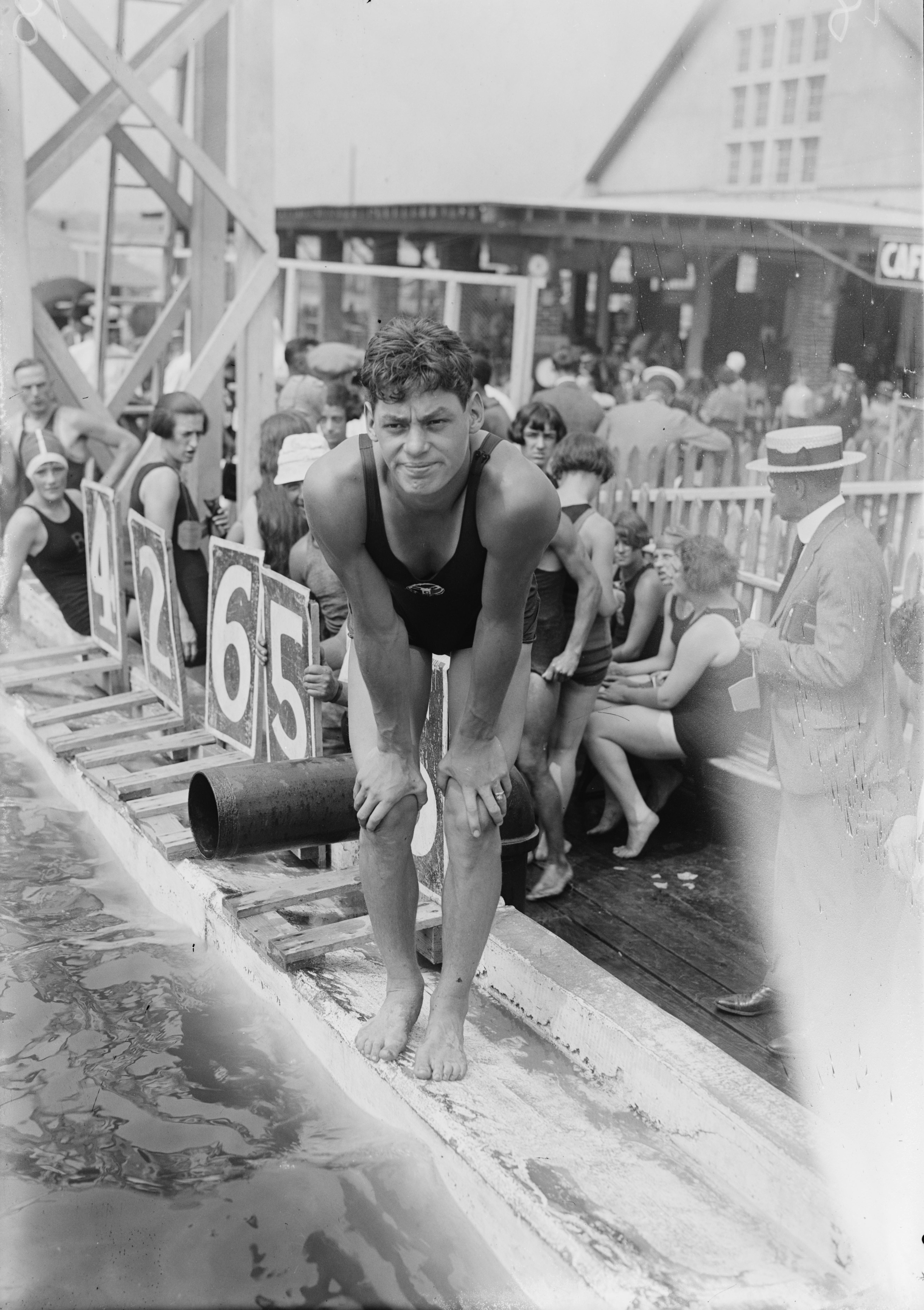
约翰尼·维斯穆勒

约翰尼·维斯穆勒（德語：Johnny Weissmuller，1904年6月2日—1984年1月20日），美国游泳运动员和影星，曾获得6枚奥运会奖牌（包括5枚金牌），67次打破游泳世界纪录。他曾在12部电影中出演人猿泰山，被誉为史上最成功的泰山扮演者。他首创的泰山吼（Tarzan dayell）已经成为泰山的标志。
维斯穆勒出生于奥匈帝国弗萊多夫（現羅馬尼亞），原名亞諾什·维斯穆勒（János Weissmüller），具体地点有两种不同的说法，分别是在今日的罗马尼亚和塞尔维亚境内。其父是天主教教徒，其母是犹太人，均说德语。1905年1月26日，维斯穆勒一家移民美国，根据纽约市埃利斯岛的纪录，其一家都被列为德国裔匈牙利人。
1984年1月20日，维斯穆勒因肺水腫與世長辭，享年79歲。

## 扩展阅读
- Fury, David A. . Minneapolis, Minnesota: Artist's Press. 2000. ISBN 0-924556-02-1.
- Weissmuller, Johnny Jr. . Toronto: ECW Press. 2002.